# The New Order
The New Order foi uma banda estadounidense de hard rock e Protopunk formada na cidade de Los Angeles em 1975.

## Histórico
Depois do fim do The Stooges em 1974, o guitarrista Ron Asheton formou uma nova banda, convocando o ex-baterista do MC5 Dennis "Machine Gun" Thompson, o baixista Jimmy Recca e o tecladista Scott Thurston (Ambos ex-membros do The Stooges) Por um tempo ensaiaram em um espaço compartilhado por outras bandas na casa de Ray Manzarek.</ref>

O primeiro vocalista, Jeff Spry foi forçado a deixar a banda depois que foi preso por não ter prestado serviço comunitário. O primeiro baterista da banda, K.J. Knight, recomendou Dave Gilbert como substituto.  K.J. e Gilbert já haviam tocado na antiga banda de Ted Nugent, Amboy Dukes. Depois da saída de Scott Thurston, sua posição foi ocupada por um segundo guitarrista, Ray Gunn, outro conhecido músico de Detroit recomendado por Dennis Thompson.
A banda tem no mínimo um clássico, a música "Rock 'n' Roll Soldiers", que mais tarde ganhou versões do The Hitmen e mais atualmente do The Hellacopters.
Depois do fim do Radio Birdman, as duas bandas se uniram (Radio Birdman e The New Order) sob o nome New Race, contando com Ron Asheton and Dennis "Machine Gun" Thompson, o vocalista Rob Younger, o guitarrista Deniz Tek e no baixo Warwick Gilbert. Essa banda começou e terminou em 1981 sem ter gravado material em estúdio, mas três álbuns ao vivo foram lançados.

## Discografia

### Declaration Of War
O The New Order gravou duas demos em Los Angeles: A primeira delas em 1975 com Jeff Spry  como vocalissta e depois em 1976 com Dave Gilbert. As duas gravações foram lançadas em 1977 como um álbum pelo selo Fun Records/Isadora e distribuídos pela RCA Records. A álbum tem uma má qualidade sonora por ter sido produzido com material de fitas cassetes que Ron Asheton havia guardado, e não das master tapes originais. O álbum foi mais tarde re-lançado em 1987 como "Declaration of War" com uma capa diferente e uma faixa bônus. Declaration Of War foi lançado novamente em 1991, desta vez em CD.

### Victim of Circumstance
Em 1989, Victim of Circumstance foi lançado em vinil e CD pelo selo Revenge Records. Esse disco é composto por oito músicas gravadas durante ensaios da banda. Em abril de 2008, o CD foi relançado pelo selo japonês Vivid Sound Corporation. Essa nova versão tem o mesmo título e mesma lista de faixas de Victim of Circumstance, mas tem a arte da capa do lançamento original do vinil de 1977, apenas com alterações no logo da banda. A Vivid Sound Corporation também relançou o segundo e terceiro discos ao vivo da New Race.